# Oar
Az 1969-es Oar Skip Spence egyetlen szólólemeze. A dalokat hét napig rögzítették, minden hangszeren Spence játszik. Szerepel az 1001 lemez, amit hallanod kell, mielőtt meghalsz című könyvben.

## Az album dalai
|     | Cím                                  | Szerző(k)   | Hossz |
| --- | ------------------------------------ | ----------- | ----- |
| 1.  | Little Hands                         | Skip Spence | 3:44  |
| 2.  | Cripple Creek                        | Spence      | 2:16  |
| 3.  | Diana                                | Spence      | 3:32  |
| 4.  | Margaret/Tiger Rug                   | Spence      | 2:17  |
| 5.  | Weighted Down (The Prison Song)      | Spence      | 6:27  |
| 6.  | War in Peace                         | Spence      | 4:05  |
| 7.  | Broken Heart                         | Spence      | 3:29  |
| 8.  | All Come to Meet Her                 | Spence      | 2:04  |
| 9.  | Books of Moses                       | Spence      | 2:42  |
| 10. | Dixie Peach Promenade (Yin for Yang) | Spence      | 2:53  |
| 11. | Lawrence of Euphoria                 | Spence      | 1:31  |
| 12. | Grey/Afro                            | Spence      | 9:38  |

| 1. | This Time He Has Come          | Spence | 4:42 |
| 2. | It's the Best Thing for You    | Spence | 2:48 |
| 3. | Keep Everything Under Your Hat | Spence | 3:06 |
| 4. | Furry Heroine (Halo of Gold)   | Spence | 3:35 |
| 5. | Givin' up Things               | Spence | 0:59 |

| 1. | If I'm Good       | Spence | 0:47 |
| 2. | You Know          | Spence | 1:47 |
| 3. | Doodle            | Spence | 1:02 |
| 4. | Fountain          | Spence | 0:34 |
| 5. | I Think You and I | Spence | 1:14 |